# Holger Rosenkrantz (1772-1839)
 Der er flere personer med dette navn, se Holger Rosenkrantz.
Holger baron Rosenkrantz (23. juli 1772 på Willestrup – 4. maj 1839 i København) var en dansk baron, godsejer og officer.
Holger Rosenkrantz fødtes som tredjeældste søn af Iver baron Rosenkrantz til Willestrup og Marie Elisabeth Dorothea Lente Adeler. Han tjente en tid som page hos kongen, men da udsigten til arv var ringe, var det naturligt for ham at gå embedsvejen. 1796 blev exam.jur. Han ansøgte om et embede som herredsfoged, men fik afslag med den begrundelse, at han var for fornem. En tid tjente han da i Hæren, hvor han 1801 udnævntes til kaptajn ved Søndre Sjællandske Landeværnsregiment og 1804 à la suite ved østre jyske landeværnsregiment. 1808 fik han sin afsked, da landeværnet blev opløst. Holger Rosenkrantz valgte da at blive landmand. Hans hustrus stedfar, Hans Heinrich Friccius von Schilden, var ejer af godserne Clausholm ved Randers og Haseldorf i Holsten. Han lod Rosenkrantz bestyre sine godser, og Schilden 1809 forærede tilmed det unge par det lille gods Tustrup tæt ved Clausholm. Her byggede Holger Rosenkrantz en smuk lille hovedbygning i nyklassicistisk stil. Tustrup blev solgt 1833, samme år som Holgers hustru døde.   
I 1823 fik Holger Rosenkrantz en ret ubelejlig arv. Hans ældre broder Verner Theodor Rosenkrantz døde uden at efterlade sig børn. Hermed var Holger Rosenkrantz nu arving til Stamhuset Rosenholm. Desværre var Rosenholm på dette tidspunkt ret forfaldent og tynget af gæld. Holger Rosenkrantz havde rundet de 50 år og havde næppe modet til at starte op på det kæmpe projekt at genoprette slægtens forfaldne stamsæde. Han valgte derfor 1825 at overdrage Rosenholm til ældste søn, den 19-årige Hans Henrik Rosenkrantz. Holger Rosenkrantz forbeholdte dog sig retten til administrere Rosenholm, indtil sønnen fyldte 25 år. 
Holger Rosenkrantz blev 1. juni 1804 på Haseldorf (Holsten) gift med Sophie Benedicte von Bülow (1787-1833). I ægteskabet fødtes 14 børn. 